# Anievas
Anievas é um município da Espanha na comarca de Besaya, província e comunidade autónoma da Cantábria. Tem 20,9 km² de área e em 2021 tinha 266 habitantes (densidade: 12,7 hab./km²).

## Demografia
| Variação demográfica do município entre 1991 e 2004 [carece de fontes?] | Variação demográfica do município entre 1991 e 2004 [carece de fontes?] | Variação demográfica do município entre 1991 e 2004 [carece de fontes?] | Variação demográfica do município entre 1991 e 2004 [carece de fontes?] |
| ----------------------------------------------------------------------- | ----------------------------------------------------------------------- | ----------------------------------------------------------------------- | ----------------------------------------------------------------------- |
| 1991                                                                    | 1996                                                                    | 2001                                                                    | 2004                                                                    |
| 442                                                                     | 407                                                                     | 378                                                                     | 394                                                                     |